# Volker Sonne
Volker Sonne (* 16. Juni 1930 in Darmstadt; † 4. September 2024) war ein deutscher Geologe und Hochschullehrer. Er war Direktor des Geologischen Landesamts Rheinland-Pfalz und Honorarprofessor an der Universität Mainz. Er befasste sich insbesondere mit dem Tertiär des Mainzer Beckens einschließlich der Mikropaläontologie.

## Leben
Ab 1951 studierte er an der Technischen Hochschule in Darmstadt und promovierte dort 1957 über den „Schleichsand an den westlichen und nördlichen Rändern des Mainzer Beckens“. Er trat in das Geologische Landesamt in Mainz ein und verbrachte dort den gesamten beruflichen Werdegang bis zu seiner Versetzung in den Ruhestand mit Ablauf des Jahres 1993. 1970 wurde er zum Abteilungsleiter „Wissenschaftliche Grundlagen“ befördert, 1979 zum stellvertretenden Behördenleiter ernannt und 1989 wurde ihm die Amtsleitung übertragen.
An der Johannes Gutenberg-Universität Mainz hatte er von 1969 bis 1989 einen Lehrauftrag für Mikropaläontologie inne und wurde 1980 zum Honorarprofessor ernannt.
Er war Ehrenmitglied des Oberrheinischen Geologischen Vereins.

## Schriften
- mit Karlheinz Rothausen: Mainzer Becken. Borntraeger, Sammlung Geologischer Führer 1984
- mit Karlheinz Rothausen: Das Tertiär des Mainzer Beckens. Geolog. Jahrbuch A, Band 110, 1988, 5–16
- mit Karlheinz Rothausen: Das Mainzer Becken. Jahresber. und Mitt. Oberrh. Geolog. Verein,  Band 69, 1987, 91–108 (Exkursion)
- Das nördliche Mainzer Becken im Alttertiär. Paläogeographie, Paläoorographie und Tektonik, Oberrheinische Geolog. Abh., 19, 1970
- Die Geologie im Raum Alzey. Bedeutung und Verpflichtung. In: Alzeyer Geschichtsblätter, 16 (1981), S. 15–43.